# Angéline Cohendet
Pour les articles homonymes, voir Cohendet.
Angéline Cohendet, née le 9 mars 1992 à Lyon, est une archère française.
Elle est médaillée d'argent par équipes en tir à l'arc classique avec Audrey Adiceom et Tiffanie Banckaert aux Championnats d'Europe de tir à l'arc en salle 2017 ; elle est aussi médaillée de bronze en individuel. 
Elle remporte la médaille d'or de tir à l'arc par équipes aux Jeux méditerranéens de 2018.

## Distinctions
- Médaille de la jeunesse, des sports et de l'engagement associatif, bronze (2018)